# Wellington Rocha
Wellington Rocha, född 4 oktober 1990, är en östtimoresisk fotbollsspelare.
Wellington Rocha spelade 4 landskamper för det östtimoresiska landslaget.